# Paulin Méry
César-Auguste Paulin Méry, detto semplicemente Paulin Méry (Villiers-sur-Tholon, 14 giugno 1860 – Parigi, 25 gennaio 1913), è stato un medico e politico francese.

## Biografia
Fu deputato del dipartimento della Senna dal 1889 al 1902.
Medico di professione, contribuì all'utilizzo dei raggi X nella diagnostica medica, che furono la causa della sua morte. La sua salma riposa nel cimitero di Gentilly.

## Fonte
- (FR)  « Dictionnaire des parlementaires français de 1889 à 1940 », J.Joly